# 霍爾堡 (愛達荷州)
霍爾堡（英語：Fort Hall）是位於美國愛達荷州班諾克縣與賓厄姆縣的一個人口普查指定地區。

## 地理
霍爾堡的座標為43°01′07″N 112°26′54″W / 43.01861°N 112.44833°W，而該地最高點為海拔高度1,354米（即4,442英尺）。

## 人口
根據2010年美國人口普查的數據，霍爾堡的面積為91.10平方千米，均為陸地。當地共有人口3,201人，而人口密度為每平方千米35.14人。